# Ochtersum
Ochtersum est une commune allemande de l'arrondissement de Wittmund, Land de Basse-Saxe.

## Géographie
En Frise orientale, Ochtersum se situe à 10 km d'Esens.
| Dornum | Holtgast  |         |
| Utarp  | Ochtersum | Moorweg |
|        | Neuschoo  |         |

Ochtersum comprend les quartiers de Barkholt, Ostochtersum et Westochtersum.

## Histoire
La première mention d'Ochtersum date de 1411. L'église Sainte-Materne est construite probablement vers 1265. Avant la construction de barrages au nord, la mer du Nord pouvait atteindre l'église à marée haute.

## Source, notes et références
- (de) Cet article est partiellement ou en totalité issu de l’article de Wikipédia en allemand intitulé « Ochtersum » (voir la liste des auteurs).